# Jaouad Achab
Jaouad Achab (Tánger, Marruecos, 20 de agosto de 1992) es un deportista belga de origen marroquí que compite en taekwondo.
Ganó dos medallas en el Campeonato Mundial de Taekwondo, oro en el 2015 y bronce en 2019, y tres medallas en el Campeonato Europeo de Taekwondo, entre los años 2014 y 2021.
Participó en dos Juegos Olímpicos de Verano, en los años 2016 y 2020, ocupando el quinto lugar en Río de Janeiro 2016, en la categoría de –68 kg.

## Palmarés internacional
| Campeonato Mundial | Campeonato Mundial       | Campeonato Mundial | Campeonato Mundial |
| Año                | Lugar                    | Medalla            | Categoría          |
| ------------------ | ------------------------ | ------------------ | ------------------ |
| 2015               | Cheliábinsk (Rusia)      | Medalla de oro     | –63 kg             |
| 2019               | Mánchester (Reino Unido) | Medalla de bronce  | –63 kg             |
| Campeonato Europeo |                          |                    |                    |
| Año                | Lugar                    | Medalla            | Categoría          |
| 2014               | Bakú (Azerbaiyán)        | Medalla de oro     | –63 kg             |
| 2016               | Montreux (Suiza)         | Medalla de oro     | –63 kg             |
| 2021               | Sofía (Bulgaria)         | Medalla de bronce  | –63 kg             |